# Acidilobales
Ordre
Classification phylogénétique
- Ordre : Acidilobales
  - Famille : Acidilobaceae
    - Genre : Acidilobus

  - Famille : Caldisphaeraceae
    - Genre : Caldisphaera

Les Acidilobales sont un ordre d'archées de la classe des Thermoprotei.